# Maria I av Portugal
Maria I av Portugal (egentligen: Maria Francisca Isabel Josefa Antónia Gertrudes Rita Juana), född 17 december 1734 i Lissabon, död 20 mars 1816 i Rio de Janeiro i Brasilien, var monark (drottning) av Portugal mellan 1777 och 1816. 
Hon led från 1786 av psykiska problem, och hennes regeringstid upphörde de facto år 1792, då hon ställdes under förmyndarskap på grund av psykisk sjukdom. 

## Biografi

### Bakgrund
Hon var dotter till Josef I av Portugal och Mariana Victoria av Spanien. Hon saknade bröder, och blev därför som sin fars äldsta barn hans arvinge, trots att han hade en bror. 
År 1750 avled hennes farfar och efterträddes av hennes far, och Maria blev hans tronarvinge. Hon mottog därmed tronarvingens traditionella titel prins av Brasilien, dock inte hertig av Braganza. 
Maria gifte sig 6 juni 1760 med sin farbror Peter. Deras relation beskrivs som lycklig.

### Regeringstid
Maria efterträdde 1777 sin far på Portugals tron. Hon blev därmed landets första erkända kvinnliga monark. Hennes make erhöll vid hennes tronbestigning erhöll titeln kung Peter III av Portugal; han blev formellt hennes medregent, men detta var endast en fråga om etikettsmässig status, och den politiska auktoriteten som monark låg på Maria ensam. 
Hon avskedade år 1781 premiärminister Sebastião José de Carvalho e Melo, markisen av Pombal på grund av sina reaktionära sympatier. År 1781 överlämnades Delagoa Bay till Portugal från Österrike, och i juli 1782 blev Portugal medlem i de väpnade neutralas förbund. Hon införde handelsrestriktion för Brasilien 1785. 
Hon var populär i Portugal och ägnade stor del av sin tid åt socialt arbete. Hon grundade Kungliga Vetenskapsakademien i Lissabon, Hovets Allmänna Bibliotek, välgörenhetsorganisationen Casa Pia de Lisboa och Kungliga Marina Akademin. Hon gav asyl åt franska aristokrater under franska revolutionen. 

### Psykisk sjukdom
Maria led av religiös mani och depression, möjligen på grund av porfyri. Vid stöld från en kyrka tvingade hon år 1789 hela Lissabon att delta i en sorgeprocession. 
År 1786 drabbades hon av ett tillfälligt psykiskt sammanbrott; hon observerades då hon fördes till sina rum i ett tillstånd av delirium. Samma år avled maken, och hon förbjöd alla festligheter; officiella ceremonier fick nu karaktären av religiösa högtider. 
Hennes mentala tillstånd förvärrades efter hennes äldsta sons död (1788) och hennes biktfaders död (1791) alltmer. Hon behandlades av John Willis, som dock fick avslag på sin begäran att föra henne till England. 
10 februari 1792 förklarades hon sinnessjuk och inkapabel att regera, varpå hennes äldste son, Johan VI av Portugal tog över regentskapet i sin mors namn; han förklarade sig dock inte formellt som prinsregent förrän år 1799. 
Då hovet 1794 flyttade till Queluz stannade hon dygnet runt på sina rum, och besökare klagade på de ekande skrik hon gav ifrån sig. Hon plågades bl.a. av föreställningen att fadern var i helvetet för att han tillåtit Pombal att förfölja jesuiterna.

### Senare liv
Under Napoleon I:s tid vägrade Portugal att gå med på det så kallade kontinentalsystemet, som uteslöt Storbritannien från kontakt med Europa. Landet anfölls därför i början av november 1807 av en fransk här. 
Den 13 november 1807 evakuerades den portugisiska kungafamiljen med ett brittiskt örlogsfartyg till kolonin Brasilien; de anlände i Salvador i januari 1808. 
I september 1815 kom Brasilien att upphöjas till kungadöme i personalunion med Portugal, och Maria förklarades då som drottning av Brasilien. Portugal hade då befriats från Napoleon, men det portugisiska kungahuset kvarblev i Brasilien. 
Maria I avled i ett karmelitkloster i Brasilien år 1816. 

## Eftermäle
Omdömet om henne som regent var positivt fram till att hon drabbades av psykiska problem.

## Barn
- Josef av Portugal, hertig av Bragança och Brasiliens kronprins (1761–1788)
- Maria Isabel (1766–1777)
- Johan VI av Portugal (1767–1826)
- Maria Josefa (1768–1788)
- Maria Clementina (1774–1776)

## Galleri

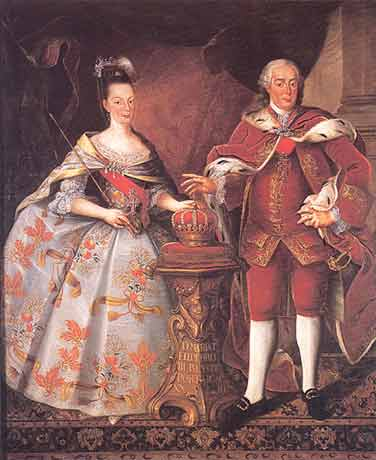
Maria I och Peter III av Portugal.
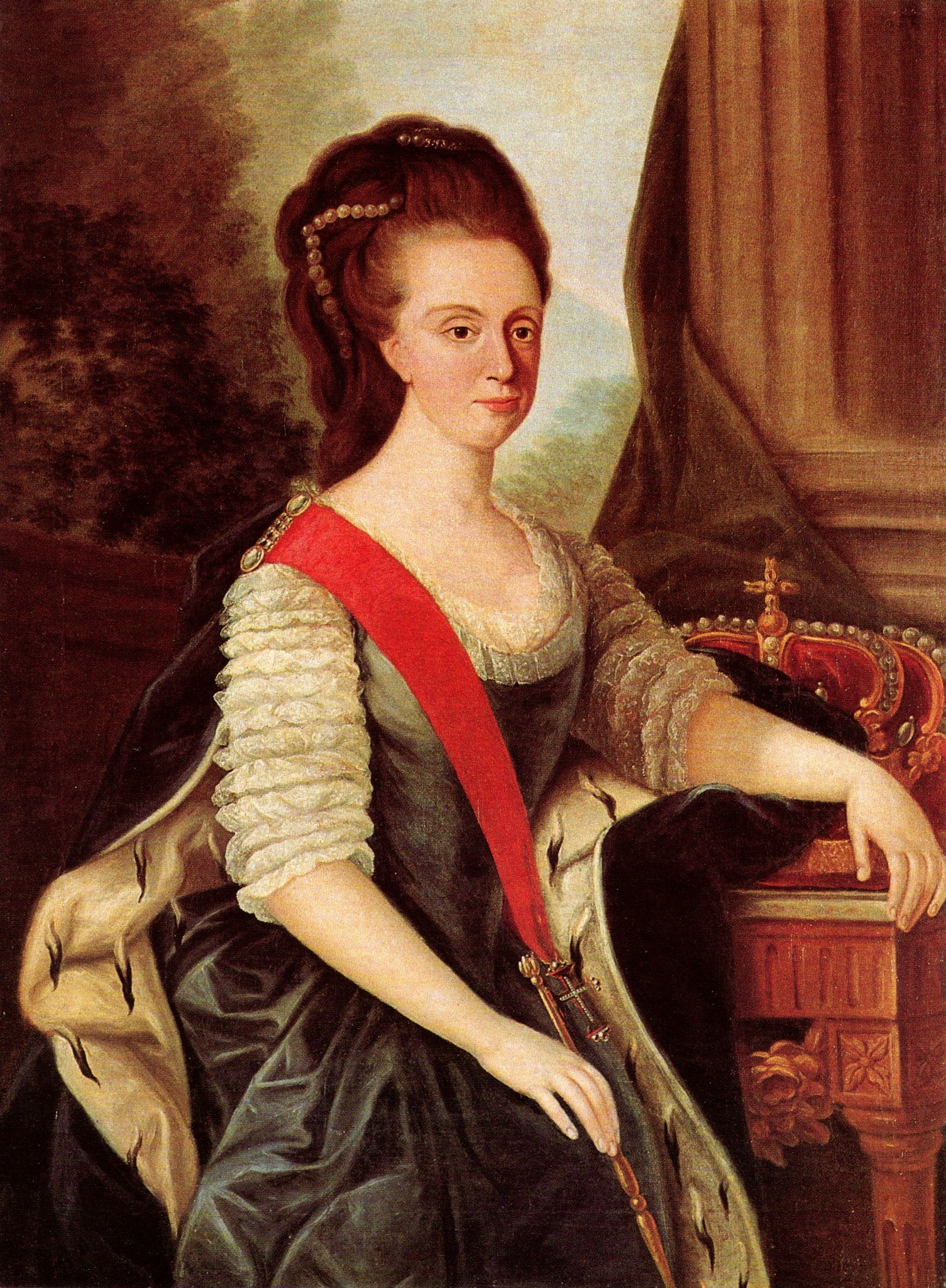
Maria I Franciska.
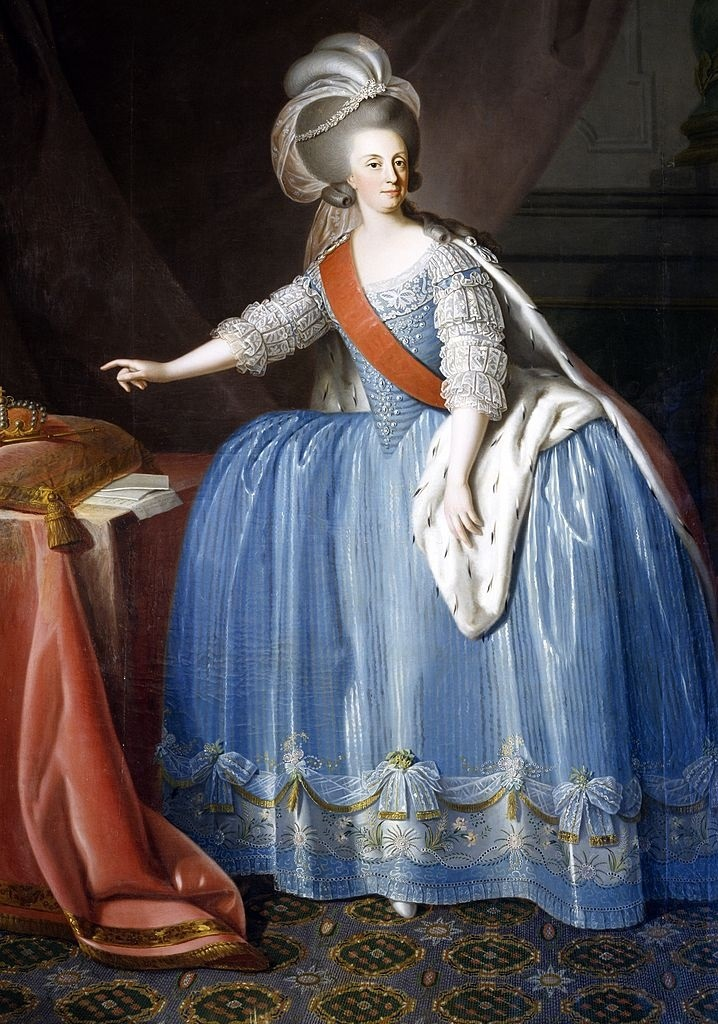
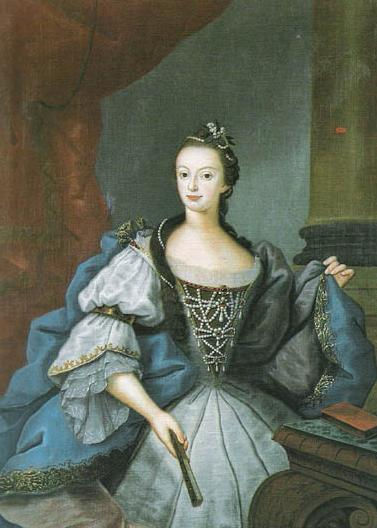
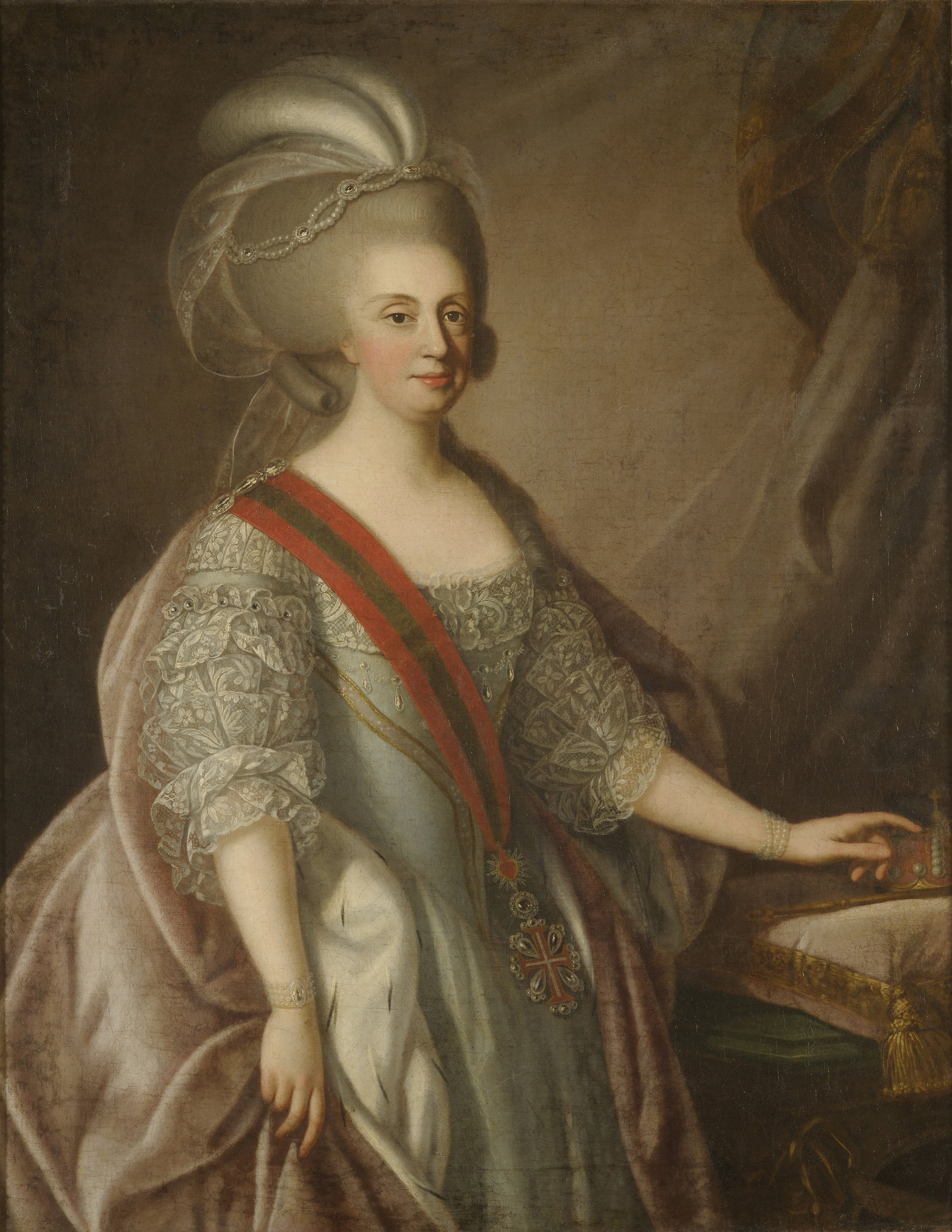
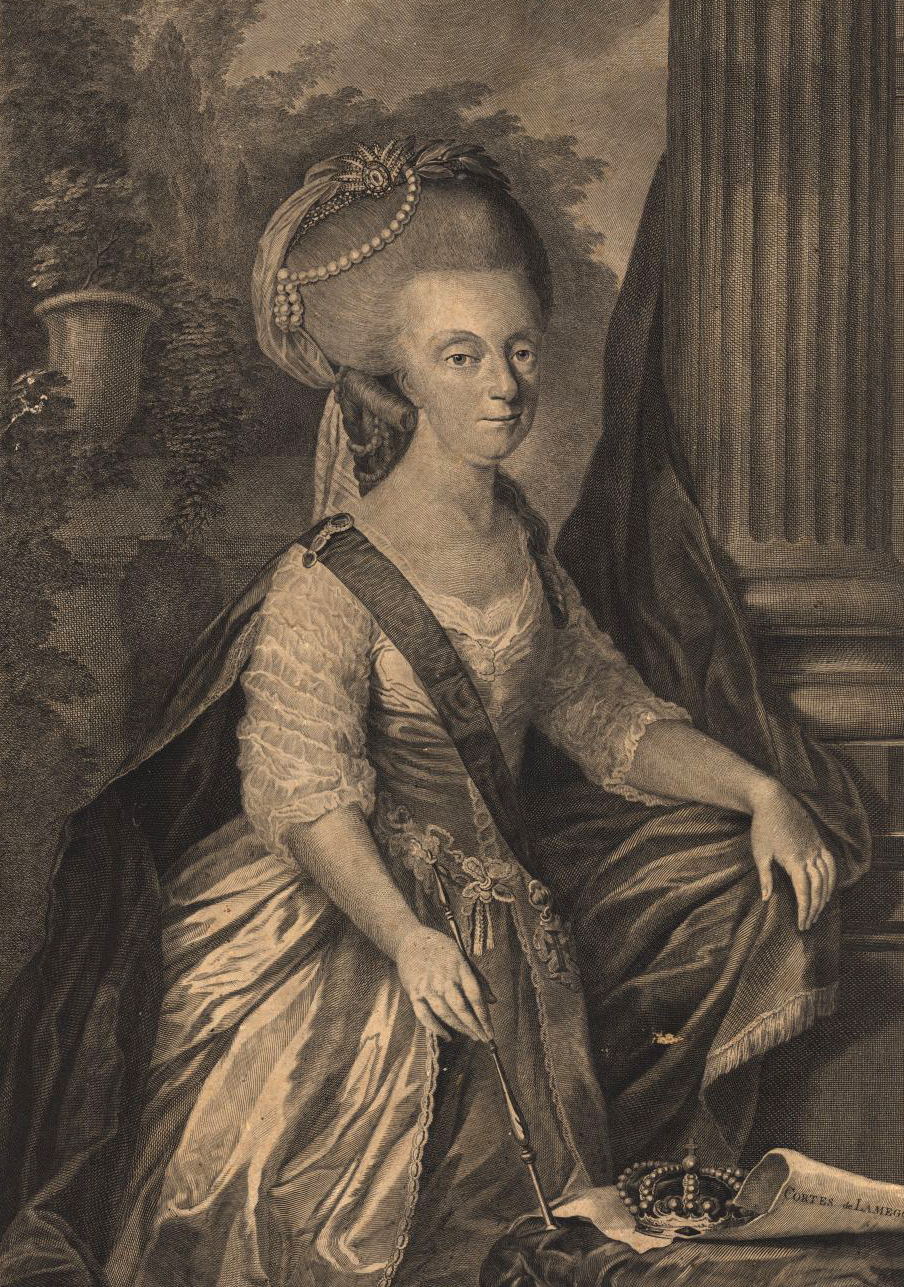
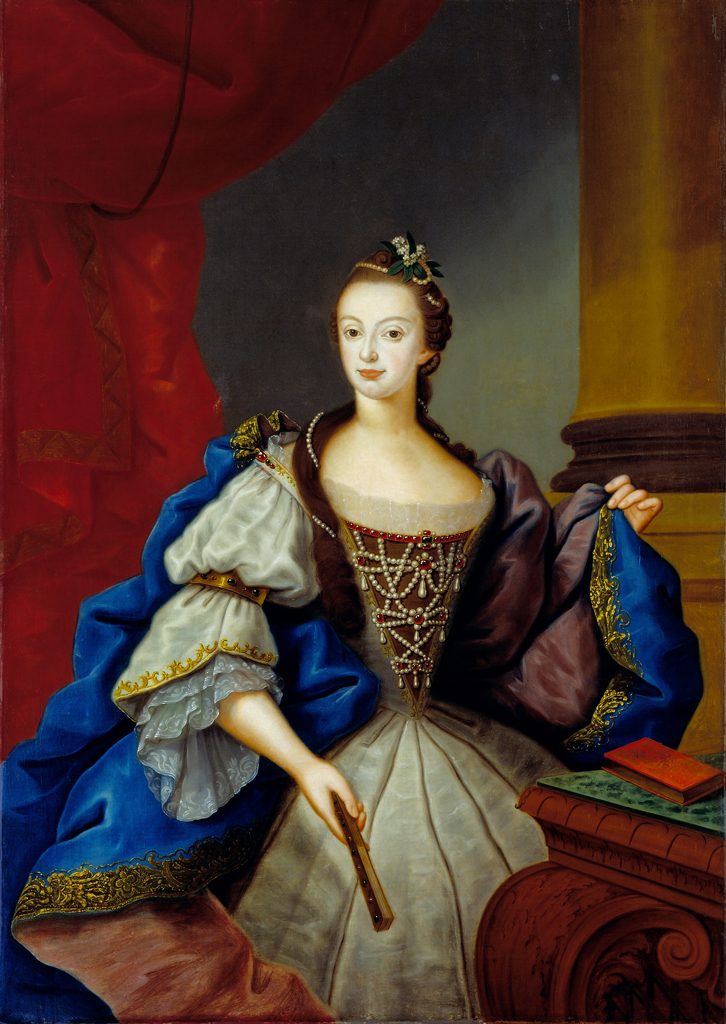
Porträtt av maria, 1753
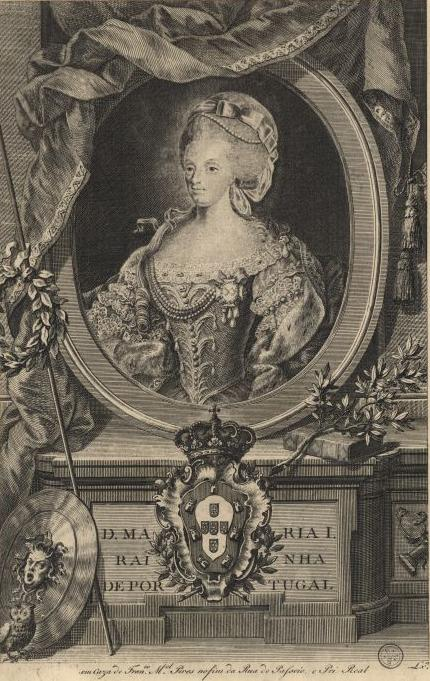
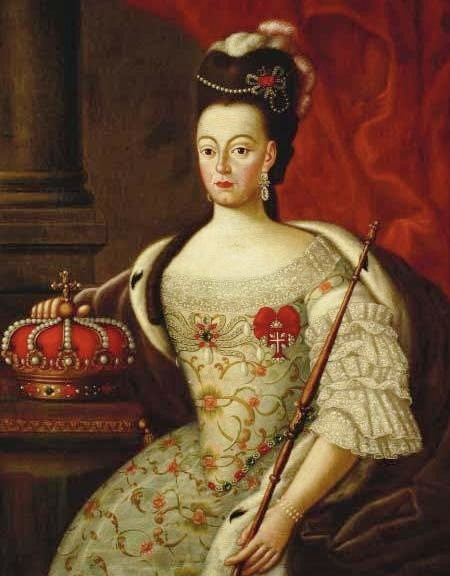
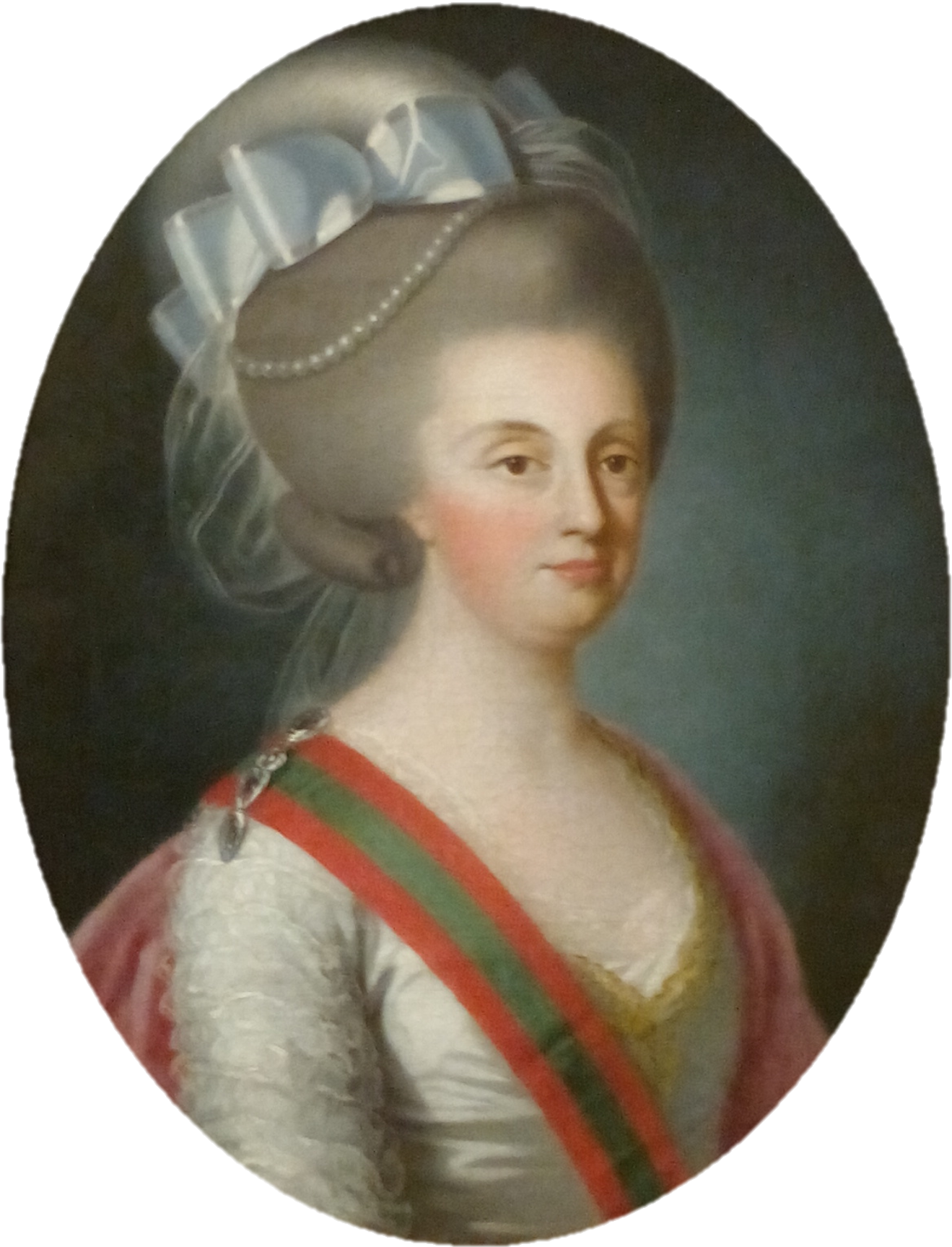
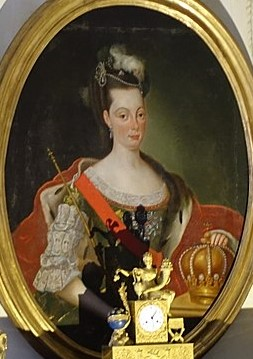
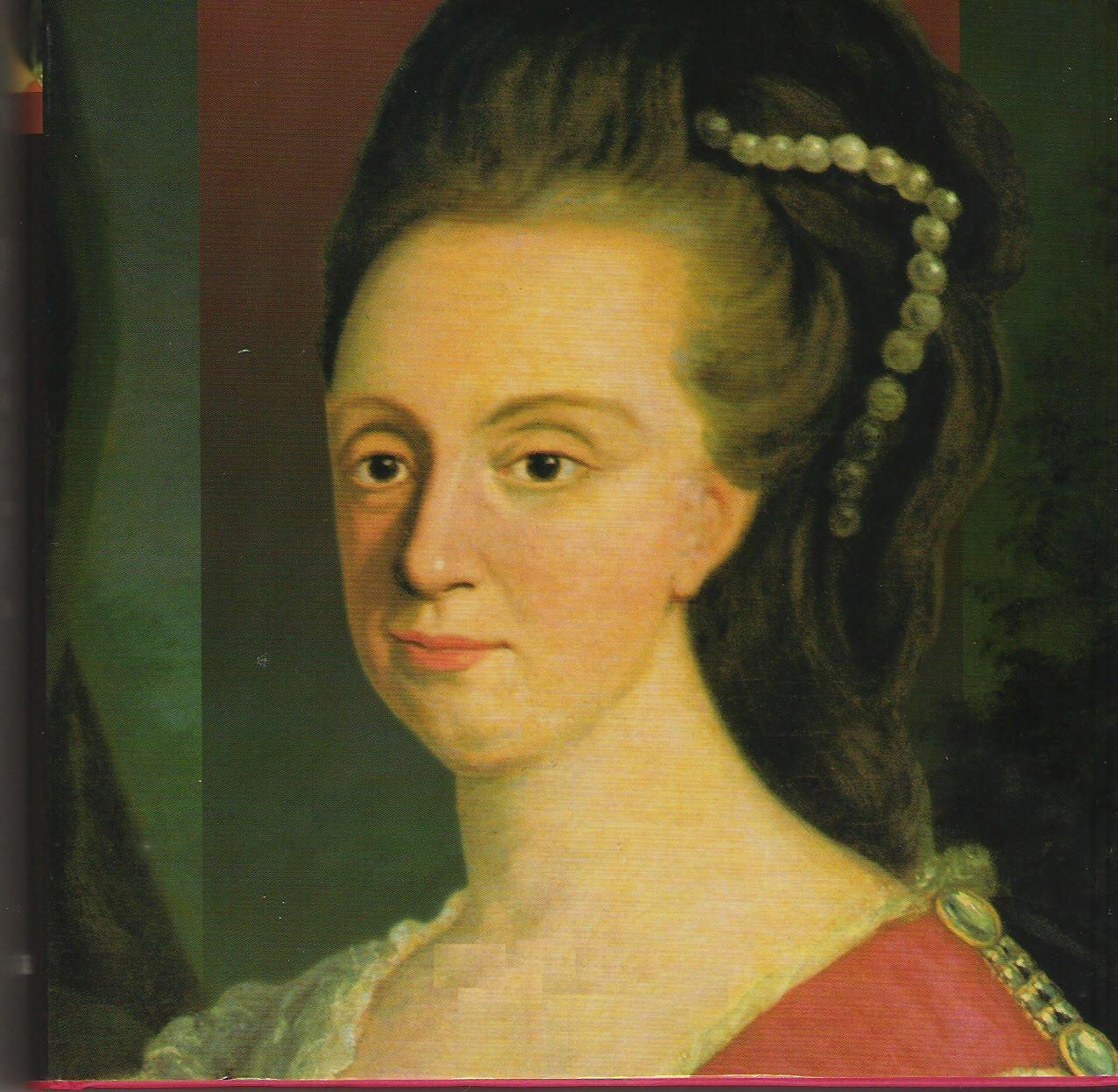